# Заруба Наталія Іванівна
Зару́ба (Заруба-Берлявська) Наталія Іванівна (нар. 27 червня 1915, Пенза — пом. 15 січня 2008, Київ) — українська художниця; член Спілки радянських художників України з 1946 року. Дружина художника Костянтина Заруби, мати художниці Ірини Заруби.

## Біографія
Народилася 14 [27] червня 1915 року і місті Пензі (нині Росія). Упродовж 1930—1934 років навчалась у Луганському художньому технікумі; у 1935—1946 роках (з перервою) — у Київському художньому інституті, де її викладачами були зокрема Олексій Шовкуненко, Сергій Григор'єв, Михайло Іванов, Карпо Трохименко, Михайло Шаронов. Дипломна робота — картина «У хвилину затишшя» (керівник Олексій Шовкунеко).
Упродовж 1941—1946 років працювала художником у редакціях газет «Комуніст», «Радянська Україна», «Література і мистецтво», «Літературна газета», у 1945—1952 роках — у журналі «Україна».
Жила в Києві, в будинку на вулиці Микільсько-Ботанічній, № 14, квартира № 11 та в будинку на Михайлівському провулку, № 4, квартира № 4. Померла в Києві 15 січня 2008 року.

## Творчість
Працювала в галузі станкового живопису, створювала жанрові картини, портрети, пейзажі, натюрморти. Серед робіт:
- «У хвилину затишшя» (1946);
- «Після війни» (1947);
- «Доменники» (1949);
- «Натюрморт. Півонії» (1953);
- «Айстри» (1953);
- «Квіти» (1953);
- «Річка Стугна на Київщині» (1955);
- «Портрет дочки» (1958);
- «Дитина, яка спить» (1958);
- «У парку» (1959);
- «Валя-школярка» (1963);
- «Портрет Н. Осецької» (1963);
- «Портрет Наталії Ужвій у ролі Стехи з драми Тараса Шевченка „Назар Стодоля“» (1963—1964);
- «Осіннє сонце» (1968, картон, олія);
- «Біла свитка» (1970);
- «Автопортрет» (1970, картон, олія);
- «Стара Лавра» (1980)
- «Квіти» (1992, картон, олія).

Брала участь у республіканських виставках з 1947 року.
Деякі роботи художниці зберігаються в Національному художньому музеї України в Києві.